# SHOCKING 5
「SHOCKING 5」（ショッキング5）是日本的女子偶像組合℃-ute的第4枚原創專輯。於2010年2月24日發行。唱片公司為zetima。

## 概要
- 與上一張精選專輯「我們是℃-ute! 所有單曲大集合囉!①」相距約3個月。與上一張原創專輯「④憧憬的 My STAR」相距約1年。
- 收錄第11張單曲「SHOCK!」和第9張單曲「捎來夏日問候」的B面曲「捎來夏末問候」，而第8張單曲「Bye Bye Bye!」、第9張單曲「捎來夏日問候」和第10張單曲「EVERYDAY 超絕讚!!」是繼精選專輯「我們是℃-ute! 所有單曲大集合囉!①」後再次收錄在原創專輯，一共11首曲目。
- 此專輯是℃-ute以五人形式參與演唱，成員梅田繪理香只參與三首曲目（Bye Bye Bye!、捎來夏日問候、EVERYDAY 超絕讚!!）。
- 本作分「初回限定盤」和「CD盤」2種版本
- 「初回限定盤」收錄了新曲「四月宣言」的PV、專輯「SHOCKING 5」的Making和Off-shot片段。
- 在3月8日於公信榜專輯週排行榜取得第25位。

## 收錄內容

### CD（初回限定盤・CD盤）
1. EVERYDAY 超絕讚!!（EVERYDAY 絶好調!!）
（作詞・作曲：淳君 編曲：大久保薫）
10th單曲・成員梅田繪里香的畢業單曲
2. The Party!
（作詞・作曲：淳君 編曲：AKIRA）
3. 啊 戀愛（嗚呼 恋）
（作詞・作曲：淳君 編曲：山崎淳）
鈴木愛理主唱
4. Bye Bye Bye!
（作詞・作曲：淳君 編曲：平田祥一郎）
8th單曲
5. Lonely girl's night
（作詞・作曲：淳君 編曲：板垣祐介）
矢島舞美主唱
6. 你的戰術（君の戦法）
（作詞・作曲：淳君 編曲：山崎淳）
中島早貴・岡井千聖・萩原舞主唱
7. SHOCK!
（作詞・作曲：淳君 編曲：板垣祐介）
11th單曲
8. 四月宣言
（作詞・作曲：淳君 編曲：山崎淳）
9. 「捎來夏末問候」（「殘暑 お見舞い 申し上げます。」）
（作詞・作曲：淳君 編曲：板垣祐介）
鈴木愛理主唱
「捎來夏日問候」的B面曲
10. 因為有夢（夢があるから）
（作詞・作曲：淳君 編曲：朝井泰生）
11. 捎來夏日問候（H22 Remix）（暑中お見舞い申し上げます）
（作詞：喜多條忠 作曲：佐瀬壽一 編曲：平田祥一郎）
9th單曲・日本郵報「2009年夏季賀卡」主題曲

### DVD
1. 四月宣言（PV）
2. SHOCKING 5（Making）
3. Off-shot